# Парк «Орлятко»
Парк «Орлятко» (бульвар Вацлава Гавела, 7-в) — парк, розташований у Солом'янському районі м. Києва, має площу 9,65 гектарів.

## Історія
На місці парку до кінця 1950-х років існувало овочеве господарство та великі фруктові сади, що забезпечували городиною вище керівництво радянської України. Датою відкриття є 1960 рік. 
2015 року парк було реконструйовано. Він пейзажний, з елементами регулярного стилю. Ростуть листяні породи дерев – чорні та білі тополі, берези, верби, каштани, клени. Є окремі фруктові дерева – залишки садів, що росли на цьому місці.
Озеро посеред парку природного походження, зафіксоване ще на плані околиць Києва 1850-1860-х років, топографічній карті 1897 року. 

## Реконструкція
У 2008 році перед входом до парку встановили стенд з планом повної реконструкції у IV кварталі 2009 року. Навесні 2009-го під виглядом реконструкції вирубали фруктові дерева і завезли землі. Але реконструкція не відбулася. Після цього на стенді з'явилася нова дата закінчення робіт — 2010 рік.
Згодом озеро реконструювали і почистили, а сам парк «Орлятко» був включений до плану реконструкції на 2012 рік. У парку встановили сцену для дитячих виступів.  
У 2015 році парк «Орлятко» відкрився після капітального ремонту. Тут проклали доріжки, встановили нові лавки та смітники, декоративну огорожу навколо дитячого майданчика. Також розчистили озеро. Тепер тут з'явився причал для човнів. 
У 2023 році в парку відкрили перший у місті памп-трек.